# Svájc kantonjainak listája

A kanton a Svájci Konföderáció tagállama. Az országot 26 kanton szövetsége kovácsolja egységbe. Eredetileg valamennyi kanton önálló állam volt saját államszervezettel a konföderatív jellegű Svájcon belül, mígnem 1848-ban létrejött a jelenlegi, már sokkal inkább föderatív struktúra.
A 16. században a Svájci Konföderációt 13 önmagát kormányzó állam alkotta. Ezeket az államokat kantonnak nevezték. Kétfajta kanton létezett: hat erdei kanton és hét városi kanton. Bár hivatalosan ekkor még a Német-római Birodalomhoz tartoztak, a valóságban mindenfajta függés megszűnt, miután 1499-ben a svájciak legyőzték I. Miksa német-római császárt.
A hat erdei kanton demokratikus köztársaság volt, a hét városi kantont pedig – mint például Zürich, Bern és Bázel – városi tanácsok kormányozták. Ezeket a tanácsokat gazdag polgárok oligarchiája uralta.
Minden kantonnak saját alkotmánya, törvényhozása, kormánya és bíróságai voltak. A legtöbb kantontörvényhozás egykamarás parlament volt, 49 és 180 közötti taggal. A törvényhozások közül néhány közgyűlés formájú (Landsgemeinde). A kantonkormányok 5, vagy hét tagból állnak, a kantontól függően.
A svájci alkotmány szerint a nem a konföderáció hatáskörébe tartozó ügyek a kantonok belső ügyei. A helyi önkormányzatok autonómiájának fokát a kantonok határozzák meg. A kantonok mérete nagyon különböző: 37 négyzetkilométertől a 7105 négyzetkilométerig, népességük 15 549 és 1 332 727 között mozog.
A kantonügyekben a közvetlen demokráciát (a Landsgemeinde formájában) mára már csak Glarus kantonban és Appenzell Innerrhoden kantonban gyakorolják. Valamennyi többi kantonban szavazással képviselőket választanak. Mióta Jura elszakadt Bern kantontól, Svájcban nem jött létre újabb kanton.

## A kantonok listája
A kantonok a szövetségi alkotmányban szereplő sorrendjükben (az alkotmány először az Ósvájci Konföderációban vezetőnek tartott három városi kantont említi, aztán csatlakozásuk sorrendjében a többi kantont):
| #  | Címer | Tartomány                      | Székhely            | Népesség  | Terület (km²) | Népsűrűség (fő/km²) | Önkormányzatok száma | Csatlakozás a szövetséghez | Hivatalos nyelv      | Térkép |
| -- | ----- | ------------------------------ | ------------------- | --------- | ------------- | ------------------- | -------------------- | -------------------------- | -------------------- | ------ |
| ZH |       | Zürich                         | Zürich              | 1 332 727 | 1 729         | 771                 | 171                  | 1351                       | német                |        |
| BE |       | Bern (Berne)                   | Bern                | 969 299   | 5 959         | 163                 | 399                  | 1353                       | német, francia       |        |
| LU |       | Luzern                         | Luzern              | 368 742   | 1 493         | 247                 | 88                   | 1332                       | német                |        |
| UR |       | Uri                            | Altdorf             | 35 162    | 1 077         | 33                  | 20                   | 1291                       | német                |        |
| SZ |       | Schwyz                         | Schwyz              | 143 719   | 908           | 158                 | 30                   | 1291                       | német                |        |
| OW |       | Obwalden                       | Sarnen              | 34 429    | 491           | 70                  | 7                    | 1291                       | német                |        |
| NW |       | Nidwalden                      | Stans               | 40 737    | 276           | 148                 | 11                   | 1291                       | német                |        |
| GL |       | Glarus                         | Glarus              | 38 370    | 685           | 56                  | 25                   | 1352                       | német                |        |
| ZG |       | Zug                            | Zug                 | 110 384   | 239           | 462                 | 11                   | 1352                       | német                |        |
| FR |       | Fribourg (Freiburg)            | Fribourg (Freiburg) | 268 537   | 1 671         | 161                 | 168                  | 1481                       | francia, német       |        |
| SO |       | Solothurn                      | Solothurn           | 251 830   | 791           | 318                 | 125                  | 1481                       | német                |        |
| BS |       | Bázel                          | Bázel               | 186 672   | 37            | 5 045               | 3                    | 1501                       | német                |        |
| BL |       | Bázel vidék                    | Liestal             | 271 214   | 518           | 524                 | 86                   | 1501                       | német                |        |
| SH |       | Schaffhause                    | Schaffhausen        | 75 303    | 298           | 253                 | 27                   | 1501                       | német                |        |
| AR |       | Appenzell Ausserrhode          | Herisau             | 53 054    | 243           | 218                 | 20                   | 1513                       | német                |        |
| AI |       | Appenzell Innerrhoden          | Appenzell           | 15 549    | 173           | 90                  | 6                    | 1513                       | német                |        |
| SG |       | Sankt Gallen                   | Sankt Gallen        | 471 152   | 2 026         | 233                 | 86                   | 1803                       | német                |        |
| GR |       | Graubünden (Grischun/Grigioni) | Chur (Cuira/Coira)  | 190 459   | 7 105         | 27                  | 190                  | 1803                       | német, romans, olasz |        |
| AG |       | Aargau                         | Aarau               | 591 632   | 1 404         | 421                 | 229                  | 1803                       | német                |        |
| TG |       | Thurgau                        | Frauenfeld          | 241 811   | 991           | 244                 | 80                   | 1803                       | német                |        |
| TI |       | Ticino                         | Bellinzona          | 332 736   | 2 812         | 118                 | 176                  | 1803                       | olasz                |        |
| VD |       | Vaud                           | Lausanne            | 688 245   | 3 212         | 214                 | 375                  | 1803                       | francia              |        |
| VS |       | Wallis (Valais)                | Sion                | 303 241   | 5 224         | 58                  | 143                  | 1815                       | francia, német       |        |
| NE |       | Neuchâtel                      | Neuchâtel           | 170 924   | 803           | 213                 | 53                   | 1815                       | francia              |        |
| GE |       | Genf (Genève)                  | Genf (Genève)       | 446 106   | 282           | 1 581               | 45                   | 1815                       | francia              |        |
| JU |       | Jura                           | Delémont            | 69 822    | 838           | 83                  | 64                   | 1979                       | francia              |        |

Jegyzetek: 1 2008. december 31-én, Nemzeti statisztikák, ² km²-ben, ³ fő/km²-ben, a 2008. évi népesség alapján 4 kormányzati és parlamenti központ, az igazságszolgáltatás központja Trogen.
A kantonok kétbetűs rövidítéseit széles körben használják, például a rendszámtáblákon, vagy az ISO 3166-2 kódokban ("CH-" prefixummal, például CH-SZ Schwyz kantont jelöli).